# موتانی
موتانی (به صربی: Mutanj) یک روستا در صربستان است که در گورنیی میلانوواس واقع شده‌است.
 موتانی  ۱۰۴ نفر جمعیت دارد.